# Közkapcsolat
A közkapcsolat  vagy közönségkapcsolat  (angol kifejezéssel public relations, ejtsd: [ˌpʌblɪk rɪˈleɪʃənz]; rövidítve PR, píár) tevékenység tervszerű és tartós erőfeszítés azért, hogy egy szervezet és környezete között a vélemény és a viselkedés befolyásolásával hosszútávon kölcsönös megértést, jóakaratot és támogatást építsen és tartson fenn.

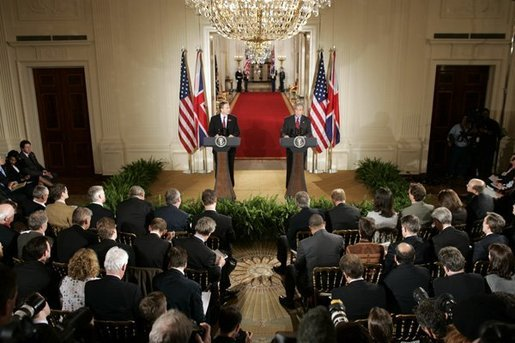
A sajtótájékoztató a közkapcsolat egyik gyakori módja a nyilvánosság tájékoztatásához.

## Fogalma
A közkapcsolatok, vagy angol kifejezéssel public relations (ejtsd: [ˌpʌblɪk rɪˈleɪʃənz]; rövidítve pr, píár, péer) tevékenység az a menedzsment gyakorlat, amely egy egyén vagy szervezet és környezete között tervezett és szervezett információcserével (esetleg „információs munkával”) hosszútávon kölcsönös megértést, bizalmat és támogatást épít és tart fenn. A public relations mindig információra épít, és etikus kommunikációs eszközöket használ. Menedzsment funkció révén segíti a kölcsönös bizalomépítést a megértésen keresztül és szolgálja az (vállalati) üzleti célok teljesülését is.

## Alternatív meghatározások
- Kölcsönös előnyökön alapuló kommunikáció és kapcsolatok tudatos szervezése, melynek célja az egyének, szervezetek és környezetük közötti megértés, valamint a bizalom megteremtése, fenntartása. (A Magyar Public Relations Szövetség definíciója szerint)
- A CERP, az Európai Public Relations Konföderáció által ajánlott meghatározás: A public relations a kommunikáció tudatos szervezése. A public relations menedzsmenti, irányítási tevékenység. A közönségkapcsolatok célja elérni az egyének, a szervezetek és környezetük közötti kölcsönös megértést és létrehozni a kölcsönös előnyökön alapuló kapcsolatokat, a kétirányú kommunikáció útján. (A meghatározás szerzője: Barát Tamás, a CERP Alelnöke)
- A közönségkapcsolatok az a tudományterület, amely a hírnevet gondozza.
- A közönségkapcsolatok mindig a hosszú távú stratégia alapja, így egyedi vállalati, vagy ismert személyiség történetének az építése is egyben. Ezek a történetek biztosítják, ugyanis elsősorban a megértést és segítik a média megjelenést.
- A Public Relations (ejtsd: [ˌpʌblɪk rɪˈleɪʃənz]; rövidítve pr, píár, péer, megfelelő magyar fordítása nincsen) az integrált kommunikáció önállóan is releváns része. A PR feladata az integrált kommunikációban a jó hírnév megteremtése és ápolása (reputation management), ezáltal a kölcsönös megértés elősegítése és a bizalom megteremtése, fenntartása. Mivel a PR alapvetően olyan hosszú távú, stratégiai szemléletű gyakorlat, ami menedzsment-eszközöket is felhasznál, alkalmas integrált kommunikációs kampányok vezetésére is. A Public Relations a szervezetek belső és külső kommunikációjában egyaránt releváns. Főbb területei: * Integrált kommunikációs kampányok vezetése, stratégia-meghatározás; * marketing PR, amely a termékek és márkák iránti bizalom menedzselésére fókuszál; * corporate PR, amely a szervezetek, intézmények, for-profit és nonprofit cégek jóhírének menedzselésére fókuszál; * social PR, amely fontos társadalmi ügyek megértetésére és a társadalmi egyetértés kialakítására fókuszál, * politikai PR, amely politikai megoldások, stratégiák, pártok és politikusok népszerűségének növelésére és a szavazatmaximálásra fókuszál; * válságkommunikáció, amely a megsérült bizalmi tőke visszaállítására és stabilizálására fókuszál; * Public Affairs és lobbi. A PR minden esetben kétirányú folyamat. A Public Relations mindig megbízható, kutatásokon alapuló információkra épít, és etikus kommunikációs eszközöket használ. A PR évszázadokon átnyúló történelme során jelentős tudományos hátteret épített ki, amit társtudományok is használnak. (A meghatározás szerzője: Sós Péter János, az MPRSz Örökös Tagja)

## Szakterületei
- Vállalati, intézményi kommunikáció
- Társadalmi ügyek kommunikációja
- Politikai kommunikáció
- Belső kommunikáció
- Public Affairs
- Hírnév menedzsment
- Kríziskommunikáció
- Eseményszervezés
- Integrált kommunikáció (POE) vezetése, szervezése
- Közösségi média kommunikáció

## Céljai
- maga az adott szervezet és tevékenységének megismertetése a "közönséggel"
- a hírnév menedzselése
- a bizalom megteremtése és ápolása
- megváltoztatni a célcsoportoknak a szervezetről alkotott képét (a szervezet szempontjából) kedvezőbb irányba
- esetleges későbbi vásárlási szándék felkeltése
- érdekek képviselete
- (a belső kommunikációban) a lojalitás megteremtése és erősítése
- a szerethető márka (love brand) képének felépítése, megtartása és fejlesztése
- sajtókapcsolatok kiépítése

## Feladata
A szervezet és környezete közötti kommunikációs kapcsolatok elemzése, kommunikációs programok szervezése, tervezése és kivitelezése, értékelése.

## Eszközei
- az integrált kommunikáció vezetése
- médiamunka: hírgenerálás, sajtóközlemények, sajtóesemények (sajtótájékoztató, sajtóreggeli stb.) interjúk szervezése
- kutatások
- online pr,[6] közösségi média kommunikáció
- influencer együttműködések
- nyomtatványok, hírlevelek
- filmek, videók
- konferenciák
- kiállítások, rendezvények

## Bogner-lépcső
Az úgynevezett Bogner-lépcső (ma már elavult): 
1. manipuláció – ingyen reklám 
2. információ – mire kíváncsi?
3. kommunikáció – szervezeti és közérdek együtt: párbeszéd
4. konfliktus menedzsment – proaktivitás, imázs-védelem
5. környezeti integráció – beágyazódás a társadalomba

## A „PR” szakterületei
Belső PR: A szervezet vezetése és a dolgozók közti kommunikációs kapcsolatok szervezése, a lojalitás erősítése, a változásmenedzsment támogatása
Külső PR: Magába foglalja a szervezet teljes külső kommunikációs kapcsolatrendszerét.
Más megközelítésben:
- Marketing PR: termékek-szolgáltatások, márkák, gyártók hírnevének erősítése
- Corporate PR: forprofit cégek, nonprofit intézmények, állami szervezetek, NGO-k, alapítványok hírnevének gondozása
- Social PR: társadalmi ügyek iránti érzékenyítés, ezekkel kapcsolatos közgondolkodás változtatása
- Válságkommunikáció: a sérült hírnév és bizalmi tőke helyreállítása
- Politikai PR: politikai szereplők (pártok, személyek, mozgalmak) iránti bizalom növelése

## A „PR” – mint rövidítés – kiejtése
„A public relations” angol kifejezés a többi idegen eredetű köznyelvi szóhoz hasonlóan kis kezdőbetűvel írandó. Hasonlóképpen a rövidítése is kisbetűs: pr. Ejtésmódja a magyar fonetika szerint péer.” (A Magyar Tudományos Akadémia Nyelvtudományi Intézetének állásfoglalása, amely hivatalos nyilatkozatra a Magyar PR Szövetség kérte fel a szakmai testületet.)

### A szakmára vonatkozó nemzetközi szabályozások
- Római Karta – PR-szakmai Alapokmány
- Athéni kódex (etikai szabályozás)
- Lisszaboni szabályzat (szakmai követelmények, normák és kötelezettségek)
- Párizsi nyilatkozat (A minőségügyi és tanúsítási eljárás kifejlesztése céljából az IPRA, CERP és az ICO közös munkacsoportjának felállításáról)
- Velencei szabályzat (A pr-szakma magatartási szabályzata)
- Nairobi kódex (A környezeti kommunikáció elvei)